# Bestival
Il Bestival è un festival musicale della durata di tre giorni che si tiene sull'Isola di Wight, in Inghilterra.

## Storia
Il festival, fondato nel 2004, si tiene ogni anno verso la fine dell'estate al Robin Hill park sull'Isola di Wight (Inghilterra).
L'evento, organizzato da Leftfield DJ di BBC Radio 1, si è esteso dalla sua prima edizione, vista da soli 10.000 spettatori, sino ad arrivare ad un pubblico di 49.000 persone.
Il bestival è stato oggetto di diverse nomination per il premio di miglio Festival del Regno Unito ed ha vinto il premio di 'Miglior Festival di medie dimensioni' nel 2005, 2006 e 2007.
Il festival è anche noto per l'impegno sociale e ambientale tanto da essere nominato per il premio per il Festival Verde (Green Festival Award).

## Dettagli Bestival
Bestival 2004
Basement Jaxx, Fatboy Slim, Zero 7, The Bees, Mylo, Lee 'Scratch' Perry, Mista Mushroom, Subgiant.
Bestival 2005
Röyksopp, The Magic Numbers, Super Furry Animals, 2 Many DJs, Soulwax, Saint Etienne, Nshwa.
Bestival 2006
Gogol Bordello, Pet Shop Boys, Scissor Sisters, Amadou & Mariam, Brakes, Devendra Banhart, Klaxons, Lily Allen, Scritti Politti, The Fall, The Pipettes.
Bestival 2007
Beastie Boys, The Chemical Brothers, Primal Scream, Madness, Gregory Isaacs, The Levellers, The Orb, The Gossip, Kate Nash, Jack Peñate, Patrick Wolf, Billy Bragg.
Bestival 2008
My Bloody Valentine, Amy Winehouse, Underworld, Aphex Twin, CSS, Hot Chip, Will Young, The Coral, Sam Sparro, Get Cape. Wear Cape. Fly, Alphabeat, Black Kids, Sugarhill Gang, The Breeders, George Clinton, Gary Numan, The Human League, Grace Jones, The Specials, Dan Le Sac Vs Scroobius Pip, 808 State.
Bestival 2009
Massive Attack, Kraftwerk, Elbow, MGMT, Bat for Lashes, 65daysofstatic, Fleet Foxes, Little Boots, Mika, Klaxons, Soulwax, DJ Many DJs, Seasick Steve, Friendly Fires, Florence and the Machine, Zane Lowe, Diplo, Annie Mac, Skream, DJ Yoda, Erol Alkan, The Bloody Beetroots, Lily Allen, Carl Cox, Michael Nyman, Squarepusher, Bjorn Again, Rob da Bank, Fujiya & Miyagi, La Roux, Krafty Kuts, Jack Peñate.
Bestival 2010
The Prodigy, The Flaming Lips, Dizzee Rascal, Rolf Harris, Gil Scott-Heron, Roxy Music, Marc Almond, Level 42, Echo & The Bunnymen, The XX, Howard Jones, Heaven 17, Chase & Status, Tinie Tempah, Rox, Simian Mobile Disco, Stornoway, Hot Chip, The Wailers, Lucky Elephant, Ellie Goulding, Barry Peters.
Bestival 2011
al momento sono confermati: The Cure, Primal Scream, Brian Wilson, Paloma Faith, Magnetic Man, Katy B, Robyn, Crystal Castles, Boys Noize, DJ Shadow, 65daysofstatic, Grandmaster Flash, LFO, Omar Souleyman, Cranes, Diplo, A-Trak, Norman Jay, David Rodigan, 2 Bears, Carte Blanche (DJ Mehdi & Riton), DJ Yoda, Pantha Du Prince, The Ukulele Orchestra Of Great Britain